# إيالة موره
إيالة موره (بالتركية العثمانية: ايالت موره) إيالة عثمانية تركزت في بيلوبونيز شبه جزيرة في جنوب اليونان.